# 1927 en santé et médecine
| Années de la santé et de la médecine : 1924 - 1925 - 1926 - 1927 - 1928 - 1929 - 1930    |
| Décennies de la santé et de la médecine : 1890 - 1900 - 1910 - 1920 - 1930 - 1940 - 1950 |

Cet article présente les faits marquants de l'année 1927 en santé et médecine.

## Prix
- Prix Nobel de physiologie ou médecine : Julius Wagner-Jauregg (1857-1940) pour sa mise au point de la malariathérapie dans le traitement de la syphilis.

- Les médecins biologistes français Pierre Descombey et Gaston Ramon mettent au point un vaccin antitétanique .

## Naissances
- 8 août : Sviatoslav Fiodorov mort en 2000), ophtalmologue et chirurgien russe, un des pionniers de la chirurgie réfractive.
- 4 décembre : Émile Letournel (mort en 1994), chirurgien orthopédiste français.

## Décès
- 3 janvier : Georg Perthes (en) (né en 1869), médecin anglais, pionnier du diagnostic radiologique.
- 8 janvier : Antonio Cardarelli  (né en 1831), médecin, clinicien et homme politique italien.